# محمد ميرزا كاشف السلطنة
محمد ميرزا كاشف السلطنة معروف باسم تشايکار (1 أبريل 1866- مارس 1929) هو سياسي إيراني، ودبلوماسي، ومصلح اجتماعي وكاتب ينتمي إلى الحكم في بلاد فارس (إيران) خلال حياته كإحدى القاجاريون . يشتهر بأنه أول شخص يقوم بإنشاء  مزارع شاي كاملة في إيران، لهذا السبب يطلق عليه «أب الشاي في إيران».